# Bombay Sapphire
Bombay Sapphire è una marca di gin prodotta dalla multinazionale degli alcolici Bacardi.

## Storia
Il suo nome trae origine dalla popolarità che il gin ha riscosso durante il periodo di dominazione coloniale britannica dell'India (il Raj britannico), il nome del distillato si riferisce alla Stella di Bombay, uno zaffiro di 182 carati trovato in Sri Lanka e attualmente custodito al National Museum of Natural History di Washington.

## Prodotto
Il Bombay Sapphire è un gin metodo London dry con un titolo alcolometrico di 40% vol. Il processo di produzione prevede una tripla distillazione tramite tre alambicchi in rame "Carter Head": a differenza del metodo standard, che prevede l'infusione dei botanicals, gli alambicchi Carter Head hanno i botanicals posizionati sopra il serbatoio alcolico, in modo che i vapori passino attraverso gli ingredienti e ne catturino l'aroma. Per ridurre la gradazione alcolica il tutto viene allungato con acqua del lago Vyrnwy.
L'aroma del distillato è caratterizzato dalla commistione di dieci ingredienti:
- Bacche di Ginepro (Toscana, Italia)
- Mandorla (Spagna)
- Limone (Murcia, Spagna)
- Liquirizia (Cina)
- Radice di Iris (Toscana, Italia)
- Angelica (Dresda, Germania)
- Coriandolo (Marocco)
- Cannella (Indocina)
- Pepe di Giava (Giava, Indonesia)
- Grani del paradiso (Africa occidentale)

Ne deriva un gin morbido e limpido, dal sapore molto equilibrato e delicato, leggermente agrumato, il che lo rende un gin adatto ai palati più delicati e per l'utilizzo come base di molti cocktail.

### Varianti
Esistono diverse varianti del Bombay Sapphire:
- Bombay Sapphire London Dry (1987) - la ricetta classica
- Bombay Sapphire East (2014) - versione ideata dal maestro botanico Ivano Tonutti, la ricetta contiene pepe del Vietnam e lemongrass thailandese. Il sapore è più deciso, citrino e piccante, per contrastare la dolcezza degli ingredienti dei paesi più occidentali. La bottiglia è la stessa della versione tradizionale, ma l'etichetta è blu con un ideogramma cinese come vezzo.[2]
- Bombay Sapphire Star of Bombay (2015) - versione superpremium ideata dal maestro distillatore Nikolas Fordham e dal maestro botanico Ivano Tonutti, prevede il metodo di distillazione "Slow single batch" e l'aggiunta di due botanicals, buccia di bergamotto italiano e semi di Abelmosco. Ha un titolo alcolometrico di 47,5% vol, e un sapore deciso e aromatico; la bottiglia, disegnata da  Thomas Heatherwick, ricalca la versione originale, ma con una forma più snella e svasata, con bassorilievi sui lati e scanalature più decise. È stata lanciata in aprile nell'aeroporto di Sydney.[3]
- Bombay Bramble Gin (2020) - prodotto a partire dalla ricetta classica, a cui vengono aggiunti more e lamponi 100% naturali, che gli conferiscono il caratteristico colore rossastro e il sapore fruttato e intenso.[4]

## Confezione
Il distillato viene venduto in una caratteristica bottiglia azzurra dalla forma geometrica che ricorda proprio il minerale a cui il distillato deve il nome, sull'etichetta è riportata anche una effigie della Regina Vittoria, Imperatrice d'India.